# Simo Rista
Simo Rista (do roku 1956 Renvall; 22. května 1933 Helsinky – 18. února 2021 Helsinky) byl finský fotograf známý jako fotograf finské a mezinárodní architektury. Zachránil velký archiv snímků z Helsinek.

## Kariéra

### Studium
Simo Rista začal se svým fotografickým koníčkem ve věku 14 let v roce 1947. V letech 1951–1953 studoval na Akademii umění a věd. Poté v letech 1954–1958 studoval malbu na Finské akademii umění.
Studium malby financoval pomocí fotoaparátu. Simo Rista se podle vlastních slov naučil fotografovat podle návodu tištěného na boku filmových obalů. S profesionálním fotografováním začal v 60. letech.
Simo Rista se věnoval speciální fotografii, fotografickému umění, fotografii krajiny a prostředí a portrétní fotografii.

### Architektonická fotografie a Afrika
Simo Rista používal velkoformátovou kameru, díky které mohl od roku 1958 fotografovat architekturu. Fotografoval mimo jiné architekturu Alvara Aalta a dřevěné a kamenné přírodní formy ve stavební kultuře. Rista se stal úvěrovým fotografem pro architektonické kanceláře. Poté, co viděli snímky Simo Rista, architekti jej pojmenovali „kritik architektury“, protože byly analyticky přesné a bystré. Simo Rista také získal jako klienty designérské a módní návrháře. Spolupracoval mimo jiné s osobnostmi jako byli například Armi Ratia, Timo Sarpaneva nebo Tapio Wirkkala. Na začátku 70. let fotografoval helsinskou Katajanokku pro architekty plánující nový plán města.
Od roku 1964 cestoval Rista po Africe. Stará kultura Mezopotámie byla zaznamenána na film na konci 70. let, stejně jako oázové město Ghadames v Libyi. Na začátku 80. let fotografoval Simo Rista oázy Sahary, jižního Tuniska a domy v regionu Ostrobothnia ve Finsku.
Na počátku 90. let dokumentoval Tanzanii Zanzibar Taarabkulturu s hudebními vystoupeními. V Mali fotografoval hliněnou kulturu. Madagaskar, Na Zanzibaru a Pemba a v Keni popsal finské rozvojové projekty a místní kulturu "očima turisty". V roce 2000 dokumentoval mimo jiné Jordánské město Petra a v Egyptu Alexandrii.

### Fotografie z Helsinek
V roce 1999 byla na internetu zveřejněna výstava Stadin taivaan alla z fotografií Helsinek, které Rista spolu s fotografkou Eevou Rista pořídil v letech 1969 až 1987. Jde o výběr 8 300 snímků z archivu 60 000 snímků. Dokumentují krajiny, které mizí kvůli velkým stavebním projektům zejména v severních, severovýchodních a východních oblastech Helsinek.

## Výstavy
Simo Rista uspořádal více než 50 samostatných výstav v různých galeriích. Výstava s názvem Hráči Zanzibaru v roce 2007 představovala fotografie, které Simo Rista pořídil v 80. letech v souvislosti s audio projektem tanzanských hudebníků Taarabů. V roce 2010 byla na oblíbené výstavě Helsinského městského muzea Asfalt a slunečnice ve vile Hakasalmi vystaveny fotografie Sima a Eevy Ristových z Helsinek.

## Soukromý život
Ristovými rodiči byli sochaři Ben Renvall a Essi Renvallová. Ristova první manželka byla tiskařka Kirsti Rista a její druhá manželka byla fotografka Eeva Rista. Jeho bratři jsou mediální umělec Markus Renvall a umělec Seppo Renvall. Umělkyně Ilona Rista je dcerou Sima a Kirsti Ristových.

## Vyznamenání
Za své zásluhy ve fotografii byl Simo vyznamenán Řádem bílé růže Finska.

## Galerie

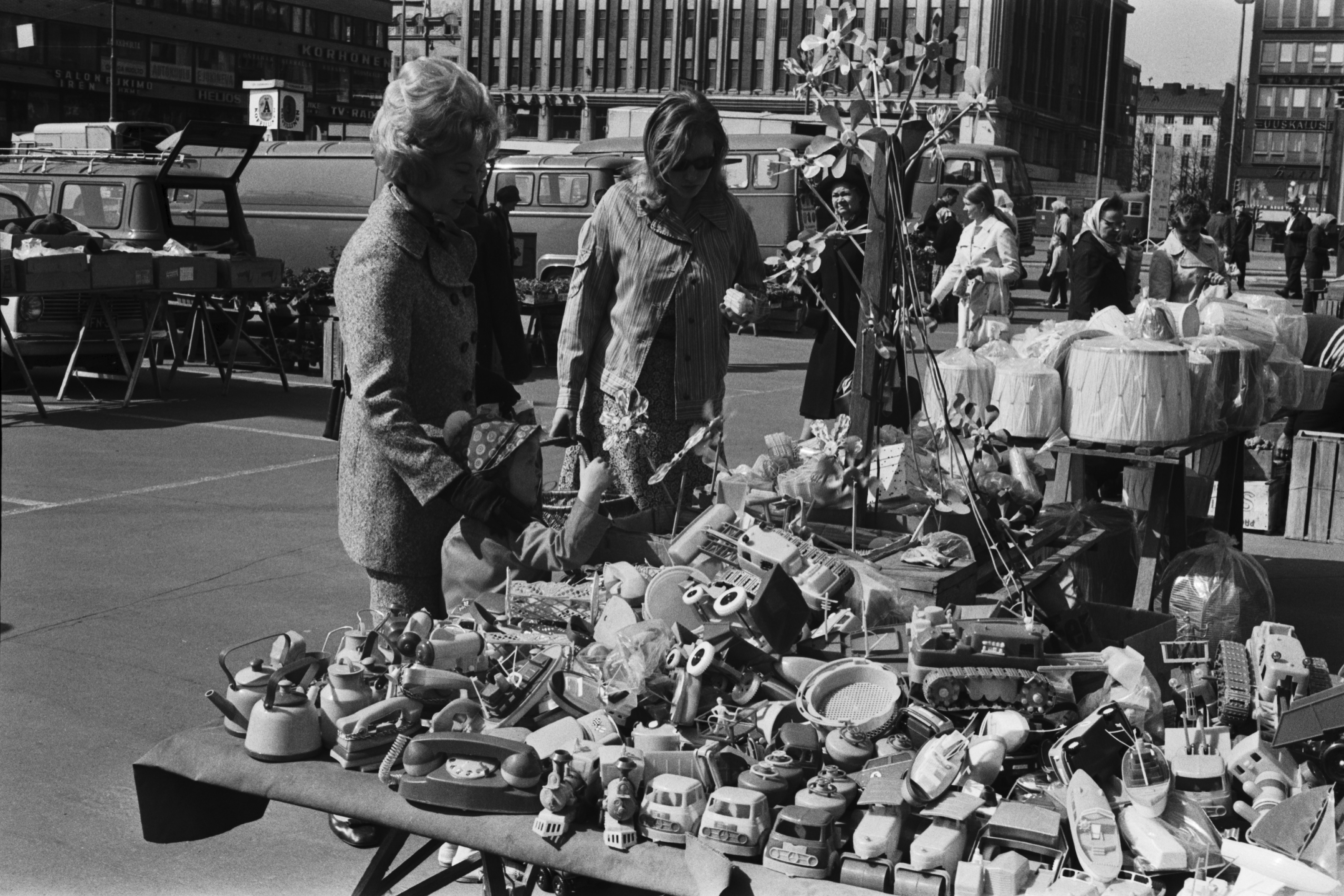
Hakaniementori, 1970
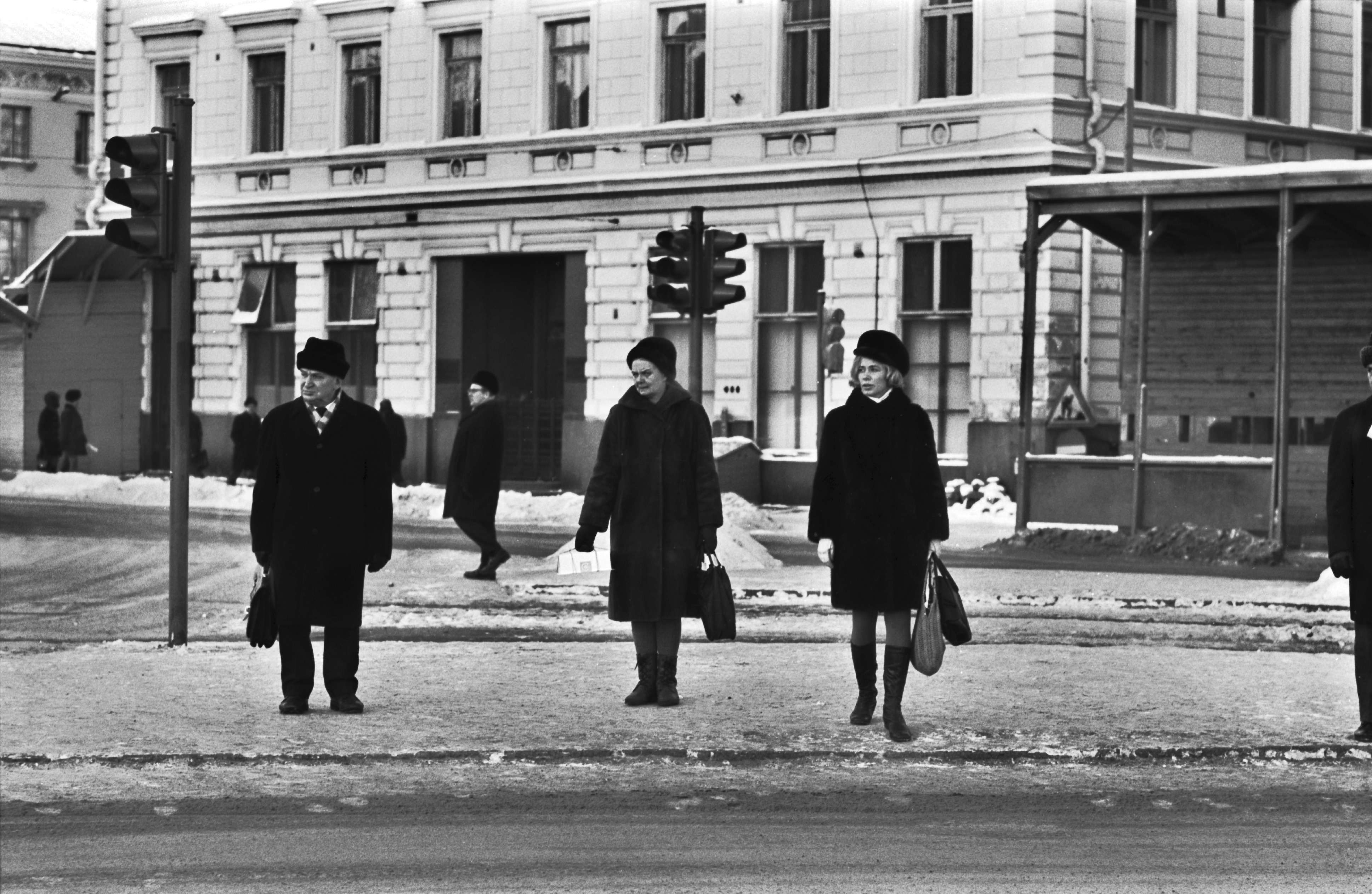
Pohjoisesplanadi, 1969
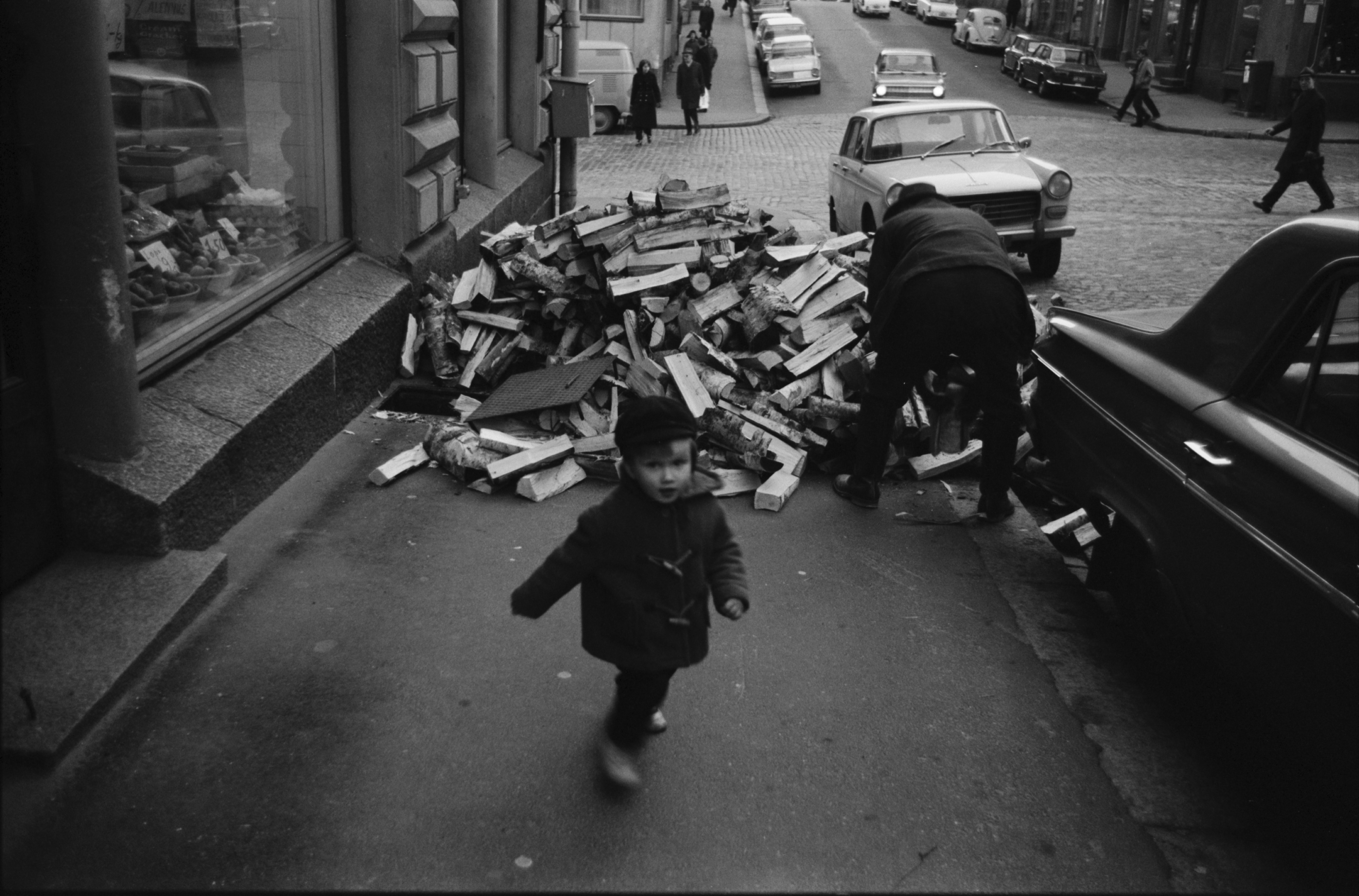
Meritullin 25, 1970
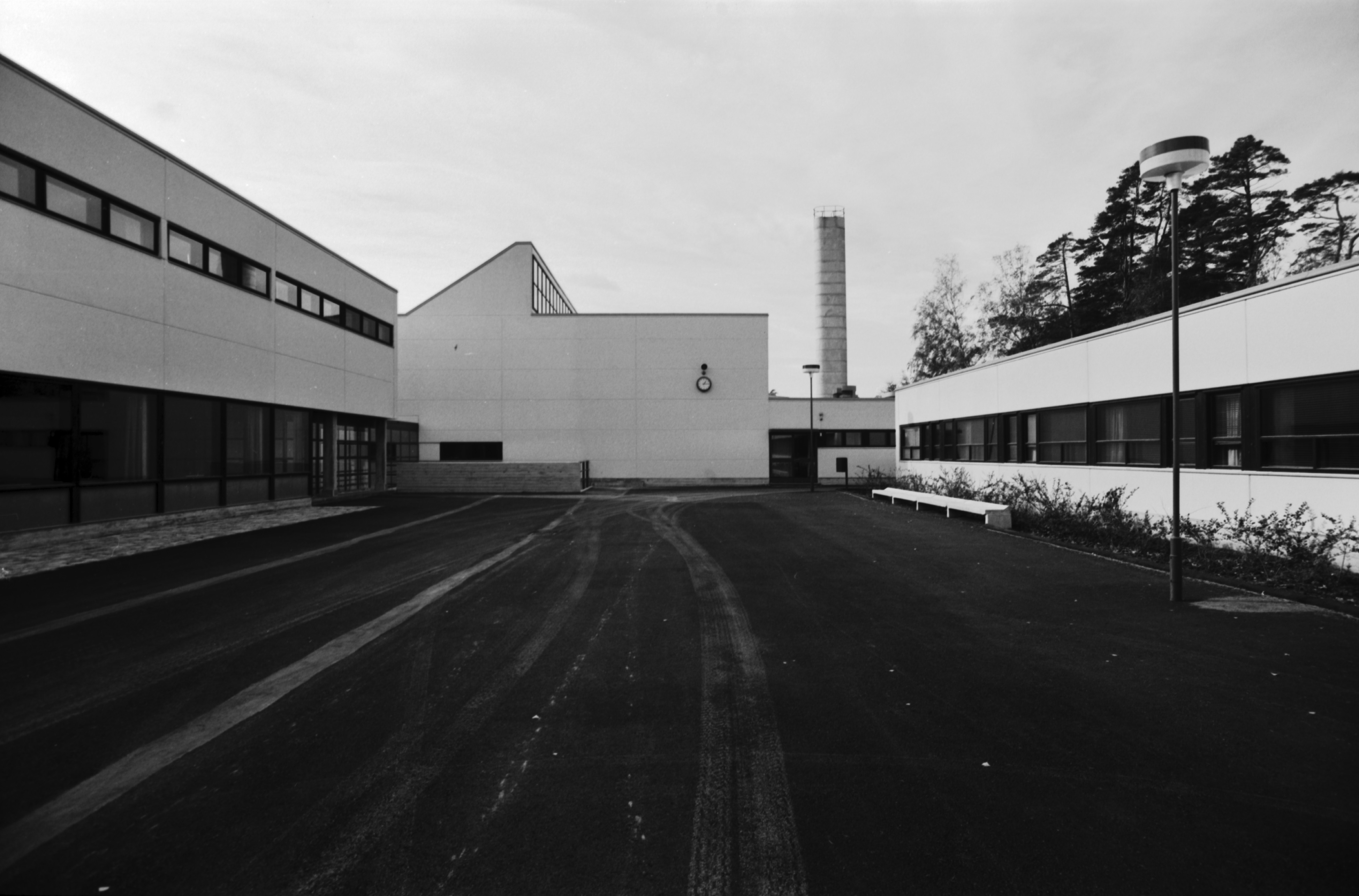
Yliskylän peruskoulu, 1970
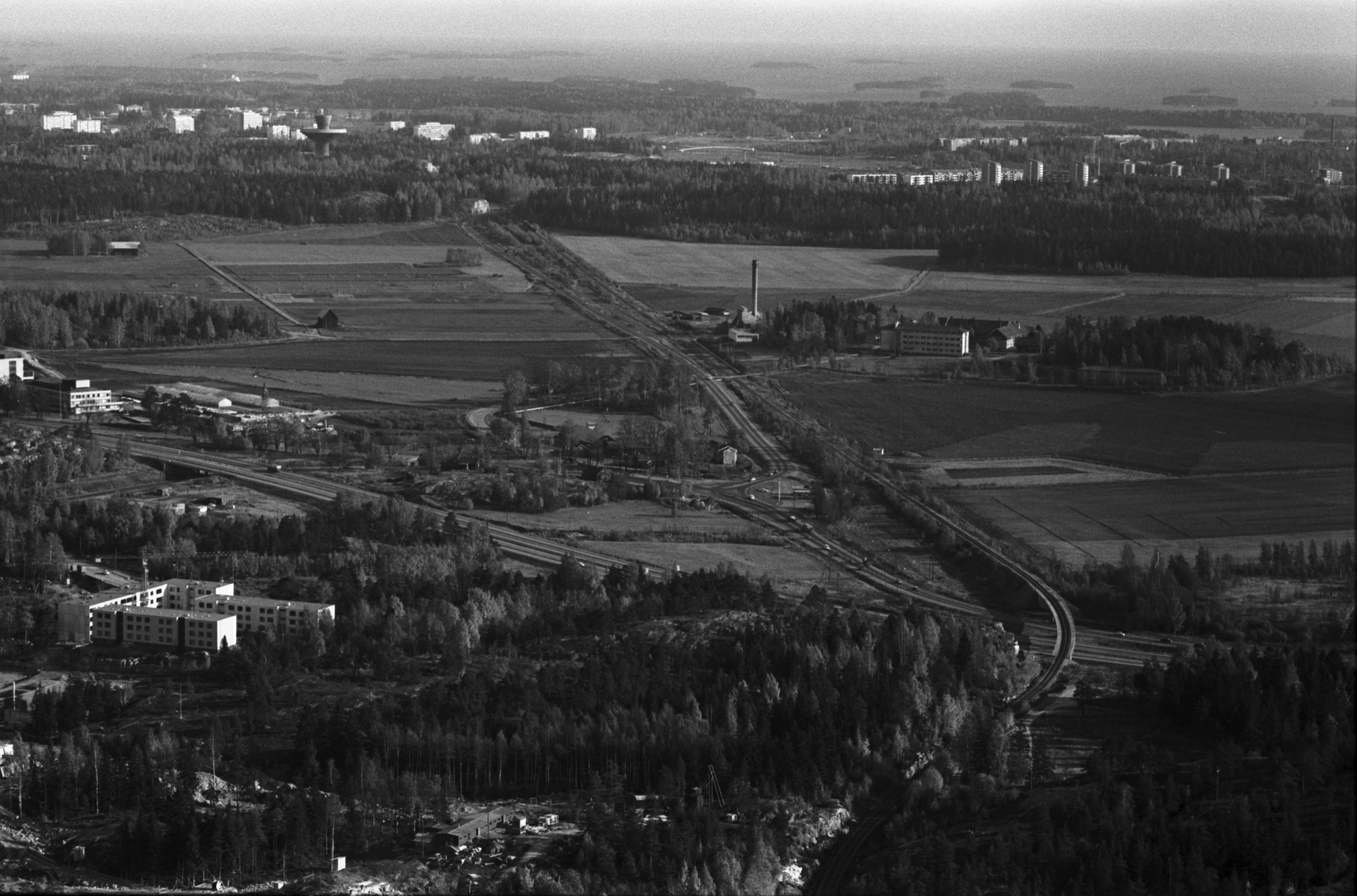
Viikintie, 1970
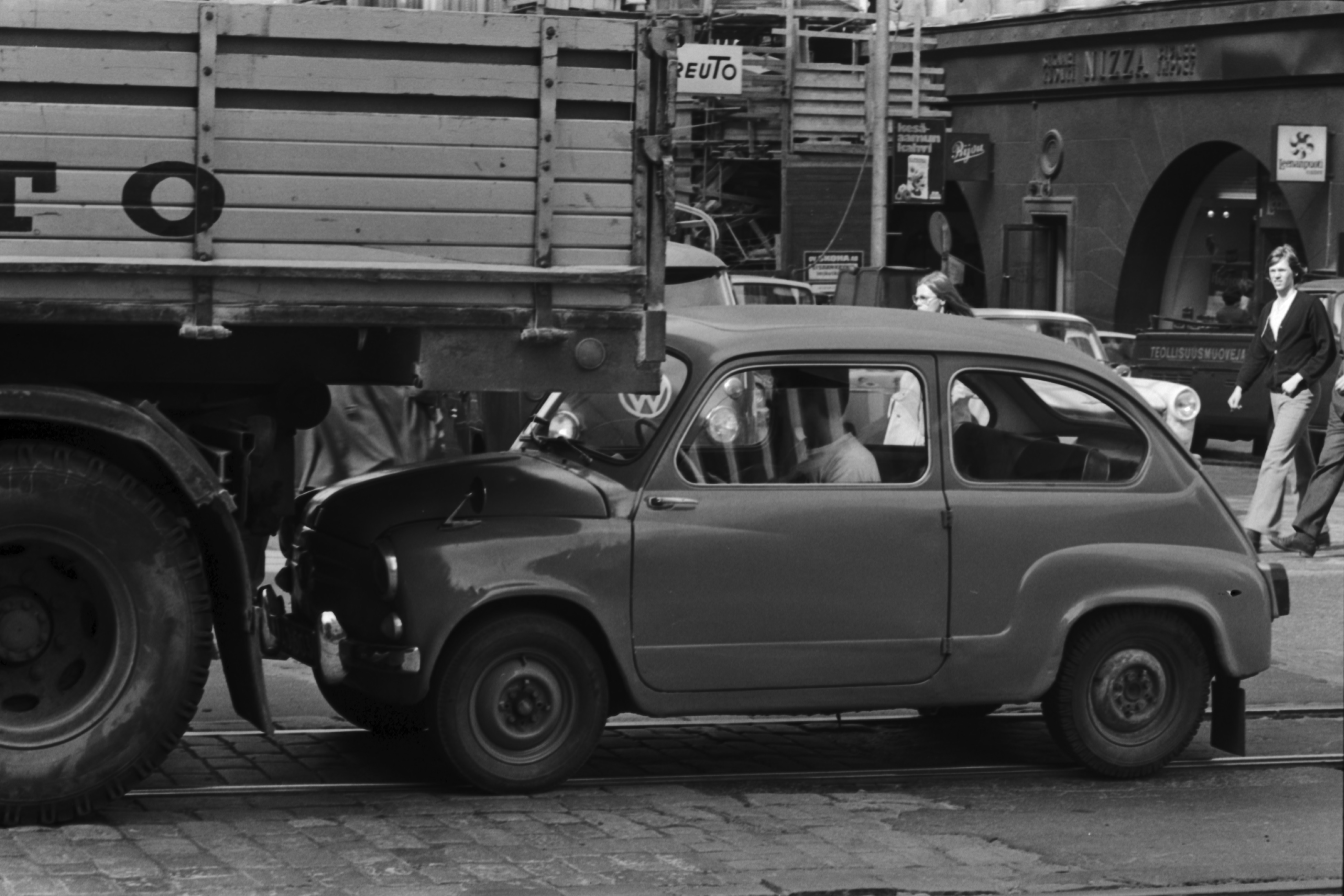
Řidič vjel s malým osobním autem pod plošinu nákladního automobilu na Aleksanterinkatu na rohu Keskuskatu, 1971
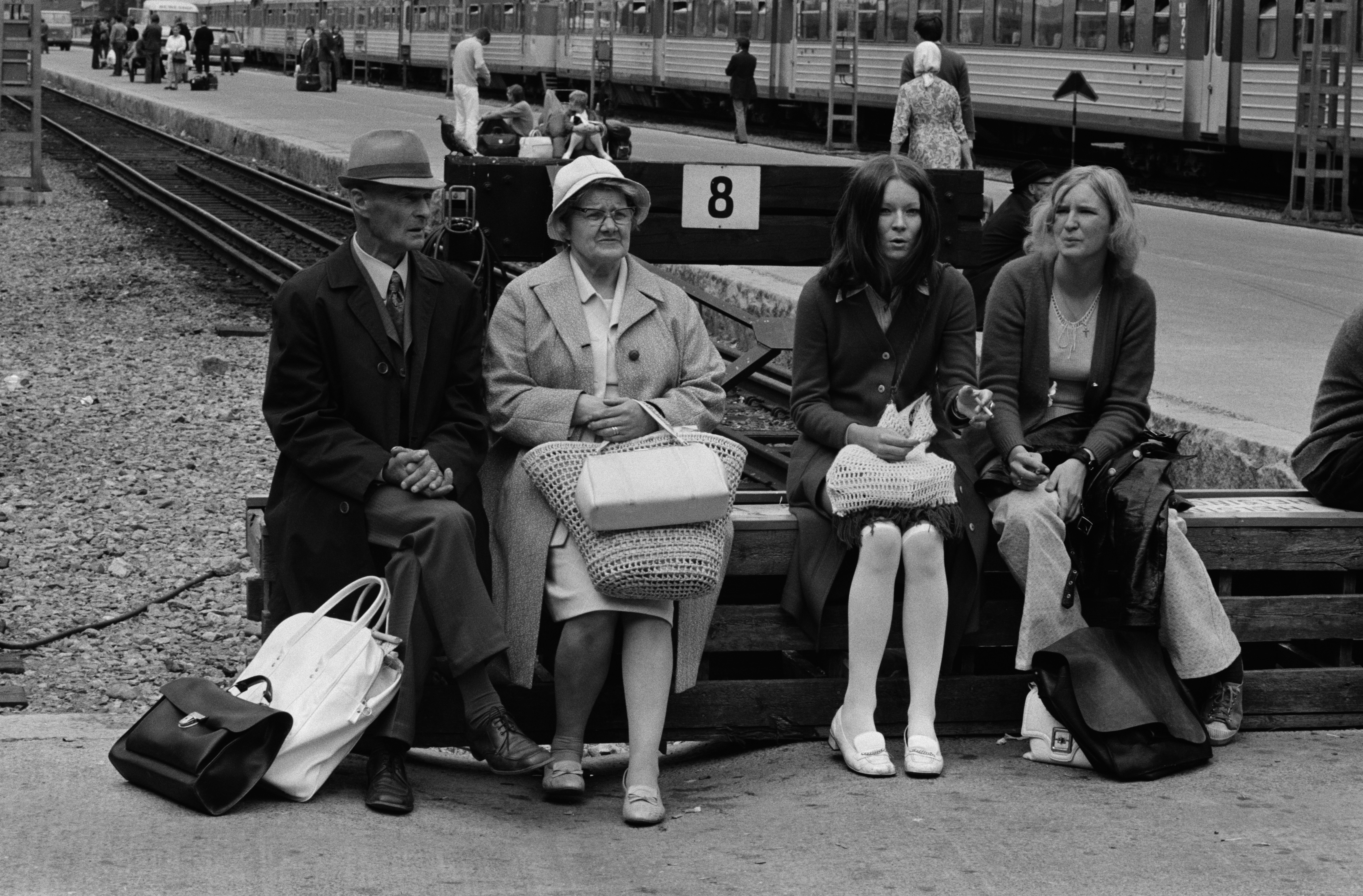
Lidé sedící na konci koleje 8 na nádraží v Helsinkách. Cestující čekající na vlak na nástupišti v pozadí. 1971.
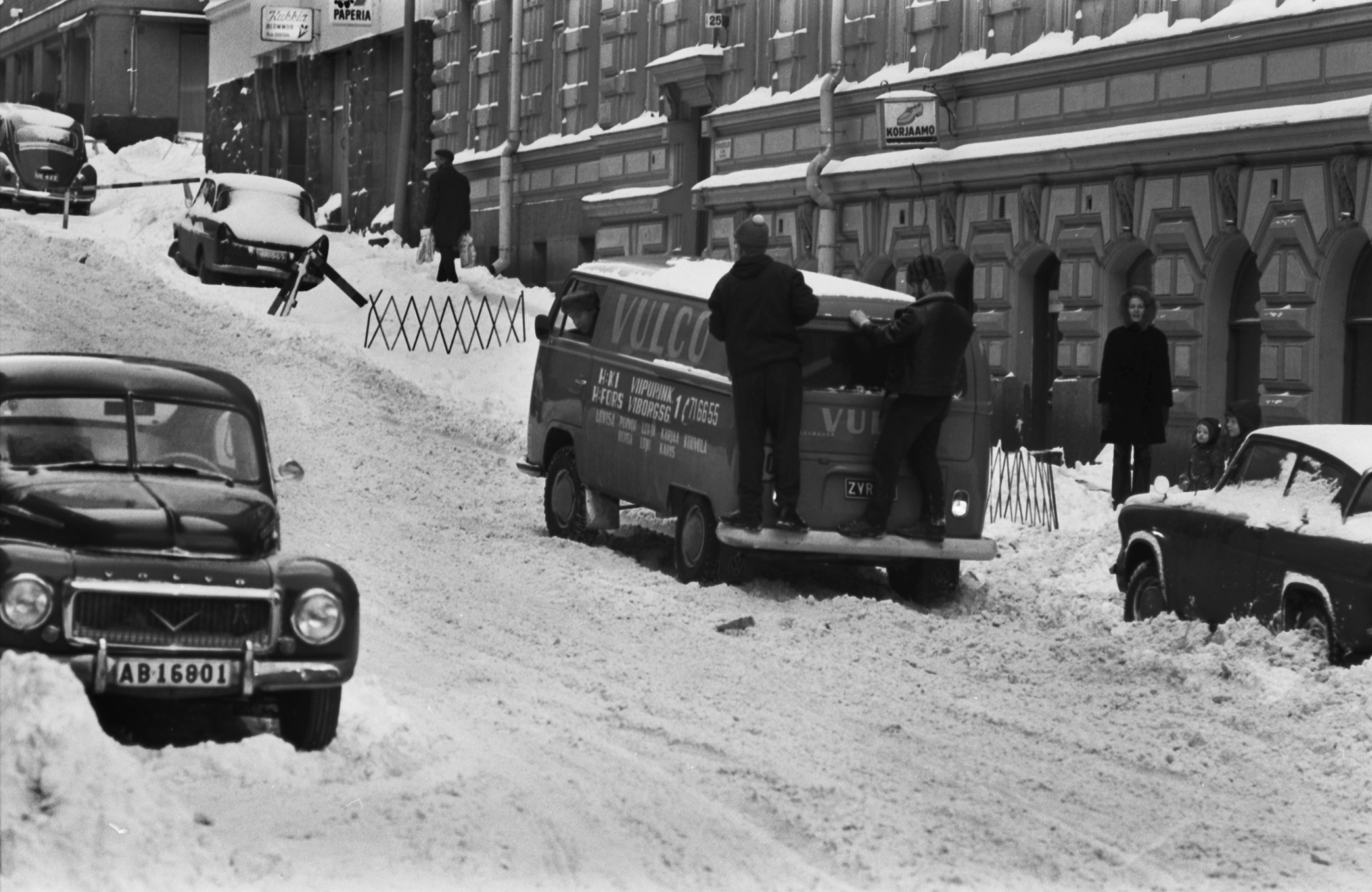
Meritullinkatu 25. Dva muži stojící za dodávkou na zasněženém Meritullinkatu. Pohled z Liisankatu směrem na Kruununhaankatu, asi 1970

## Dílo

### Knihy
- Rista, Simo (1976): Reidar Särestöniemi. Porvoo, WSOY.
- Rista, Simo (1978): Mezopotámská architektura. Stockholm, Statens historické muzeum.
- Rista, Simo (1987): Finské architektonické umění. Helsinky, knižní asociace.
- Rista, Simo (1993): Radnice, Säynätsalo: Alvar Aalto. Londýn, Phaidon Press.
- Helander, Vilhelm (1999): Säätytalo – Stavovský dům. Fotografie od Simo Ri. Helsinky, Edita.
- Rista, Simo (2001): Nordisk akvarell 2001. Helsingfors, Nordiska akvarellsällskapet.
- Rista, Simo (2002): Petra – ztracené město starověku. Helsinky, Amos Anderson Art Museum, University Press.
- Rista, Eeva – Rista, Simo – Kero, Esa (2002): Helsinky a stín malého chlapce. Helsinky, nakladatelství Rakennusala.
- Rista, Eeva – Rista, Simo – Savia, Satu (2010): Asfalt a slunečnice: Helsinské fotografie 1969–1989. Helsinky, Helsinské městské muzeum

### Filmy
- Patarouva (1959), dlouhá beletrie - asistent fotografa, fotografie
- Hannes Autere (1962), dokument - režie, kamera
- Sam Vanni (1962), dokument - popis
- Reportáž aneb Balada o dívkách z lodi (1964), dlouhá beletrie - popis
- Baňkování v Kotiharjuově sauně (1999), dokument - režie, scénář